# Vaudeville (spel)
Vaudeville är ett datorspel utvecklat av Simone Odoardi och den svenska spelstudion Bumblebee Studios. Spelet släpptes 2023 och är det första AI-drivna detektivspelet där spelaren med hjälp av mikrofon talar med karaktärerna för att lösa spelet.  

## Handling

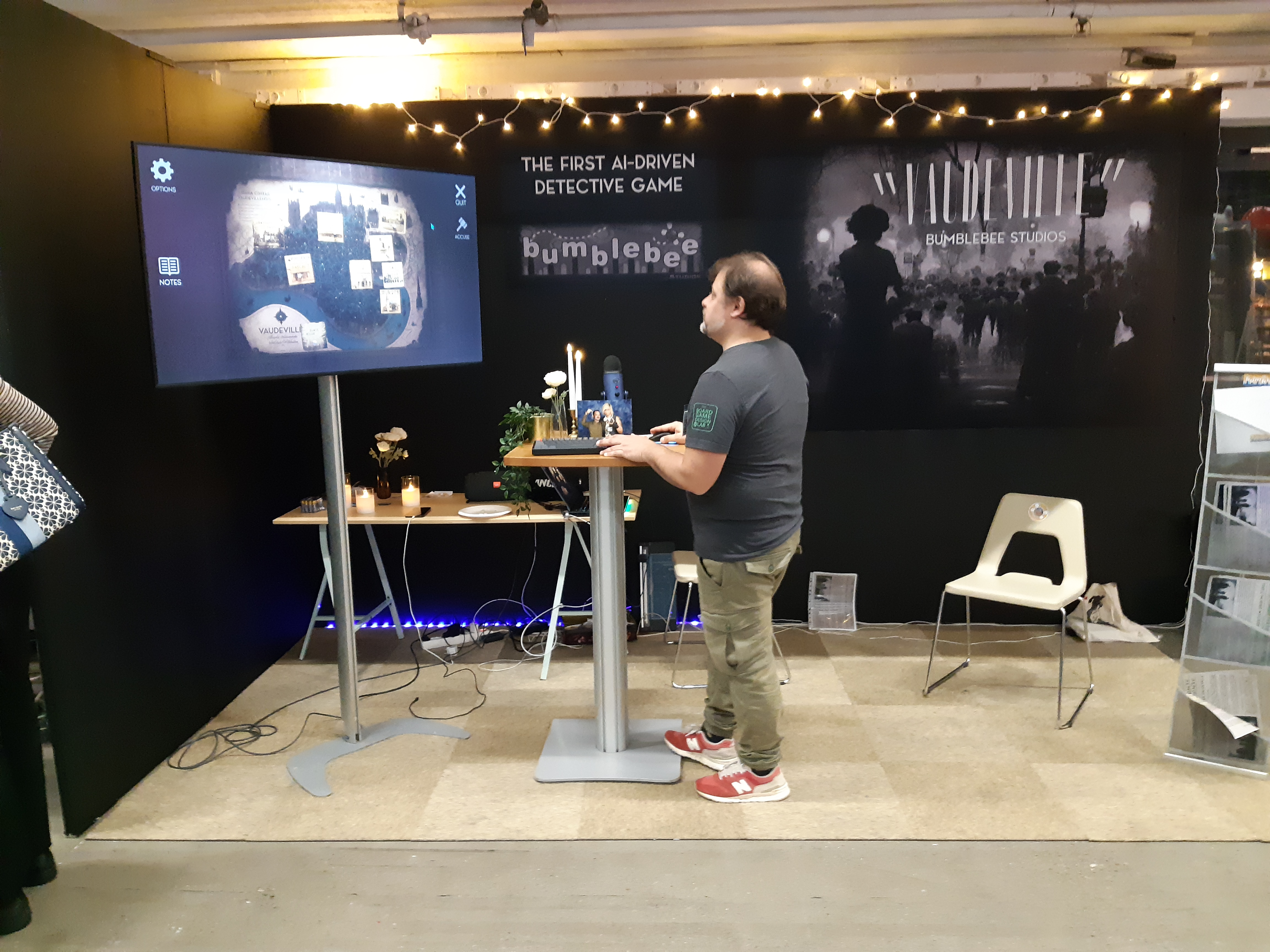
Skaparen Simone Odoardi vid en vaudevillemonter under Stockholm Comic Con 2023

Spelet utspelar sig i den europeiska staden Vaudeville där tre kvinnor har blivit brutalt mördade. Martini är en detektiv som tillsammans med polisen försöker lösa morden. Detta gör han genom att intervjua olika invånare, däribland polisen Gretzky, ballerinan Marina, cirkusdirektören Saxabar och greven Graveson. Spelet har fyra olika slut beroende på hur spelaren har klarat av att lösa morden korrekt.  

## Produktion
Skaparen Simone Odoardi skapade en ensam den första versionen av spelet liksom den första demon som släpptes efter fyra månaders produktion. Då demon med den inkoporerade AI:n fungerade bra bestämde sig Odoardi för att bli den första att släppa ett AI-detektivspel på marknaden. Efter publicering gjordes en del uppdateringar, till exempel gavs AI:n ett minne som medförde att den den kunde memorera tidigare konversationer, något AI:n initialt inte kunde. Likaså skapades en offlineversion av spelet som inte var beroende av molntjänster.

## Teknik
Vaudeville använder sig av GPT-3 som genom deep learning utgår från text på internet som den i sin tur sedan omvandlar till svar på spelarens frågor. Därtill använder sig spelet av Codex med vilken AI:n får instruktioner gällande karaktärernas personlighet, bakgrund, hemligheter och mål. Tillsammans skapar det karaktärernas dialog.

## Mottagande
På grund av AI-teknologin blev spelet snabbt populärt bland streamers såsom VideoGameDunkey, MoistCr1tikal och Will Neff och kom att få 7 miljoner visningar på några månaders tid på Twitch samt Youtube, vilket ledde till att spelet snabbt blev en meme.  Spelets tidiga release fick blandade recensioner där vissa kritiserade spelets buggar medan andra upphöjde spelets underhållningsvärde liksom dess innovativitet.   Även Dataspelsbranschens uppmärksammade spelet i sitt Spelutvecklarindex.

## Språkversioner
Spelet finns tillgängligt på engelska, japanska, spanska, italienska, mandarin, tyska, koreanska, portugisiska, holländska, ukrainska, ryska och franska. Den franska tidningen Le Monde uppmärksammade spelet för sin inkludering av franska som språk.

## Musik
Musiken är bland annat inspirerad av tidig 1900-talsmusik liksom elektroswing.

## Priser och nomineringar
2023 nominerades spelet till Gcore Cloud Award för bästa användning av molntjänster i ett spel under Game Development World Championship, spelet slutade tvåa i kategorin. Samma år blev spelet prisbelönat under NYX Game Awards i kategorierna PC-Spel Indie och bästa innovation.